# Haz de densidades
En matemáticas, y específicamente en geometría diferencial, una densidad es una cantidad que varía espacialmente en una variedad diferenciable, que puede ser integrada de manera intrínseca. En resumen, una densidad es una sección de un determinado haz de rectas, llamado haz de densidades. Un elemento del haz de densidades en x es una función que asigna un volumen para el paralelotopo abarcado por los n vectores tangentes dados en x.
Desde el punto de vista operativo, una densidad es una colección de funciones sobre una variedad topológica que se multiplican por el valor absoluto del determinante jacobiano cuando se produce un cambio de coordenadas. Las densidades se pueden generalizar en s-densidades, cuyas representaciones de coordenadas se multiplican por la s-ésima potencia del valor absoluto del determinante jacobiano. En una variedad orientada, las densidades de orden 1 se pueden identificar canónicamente con n-formas en M. En variedades no orientables esta identificación no se puede hacer, ya que el haz de densidad es el producto tensorial del haz de orientación de M y el n-ésimo haz del producto exterior de T∗ M (véase seudotensor).

## Motivación (densidades en espacios vectoriales)
En general, no existe un concepto natural de volumen para un paralelotopo generado por vectores v1, ..., vn en un espacio vectorial V de n dimensiones. Sin embargo, si se desea definir una función μ : V × ... × V → R que asigne un volumen a cualquier paralelotopo, debe satisfacer las siguientes propiedades:
- Si alguno de los vectores vk se multiplica por λ ∈ R, el volumen se debe multiplicar por |λ|.
- Si cualquier combinación lineal de los vectores v1, ..., vj−1, vj+1, ..., vn se suma al vector vj , el volumen debe permanecer invariante.

Estas condiciones son equivalentes a la afirmación de que μ está dada por una medida invariante de traslación en V, y se pueden reformular como
{\displaystyle \mu (Av_{1},\ldots ,Av_{n})=\left|\det A\right|\mu (v_{1},\ldots ,v_{n}),\quad A\in \operatorname {GL} (V).}
Cualquier aplicación μ : V × ... × V → R de este tipo se denomina densidad en el espacio vectorial V. Téngase en cuenta que si (v1, ..., vn) es alguna base para V, entonces disponiendo μ(v1, ..., vn) solucionará μ por completo. De ello se deduce que el conjunto Vol(V) de todas las densidades en V forma un espacio vectorial unidimensional. Cualquier forma n ε en V define una densidad | ω | en V por
{\displaystyle |\omega |(v_{1},\ldots ,v_{n}):=|\omega (v_{1},\ldots ,v_{n})|.}

### Orientaciones en un espacio vectorial
El conjunto Or(V) de todas las funciones o : V × ... × V → R que satisfacen
{\displaystyle o(Av_{1},\ldots ,Av_{n})=\operatorname {sign} (\det A)o(v_{1},\ldots ,v_{n}),\quad A\in \operatorname {GL} (V)}
forma un espacio vectorial unidimensional, y una orientación en V es uno de los dos elementos o ∈ Or(V) tal que | o(v1, ..., vn) |= 1 para cualquier v1, ..., vn linealmente independiente. Cualquier n- forma distinta de cero ω en V define una orientación o ∈ Or(V) tal que
{\displaystyle o(v_{1},\ldots ,v_{n})|\omega |(v_{1},\ldots ,v_{n})=\omega (v_{1},\ldots ,v_{n}),}
y viceversa, cualquier o ∈ Or(V) y cualquier densidad μ ∈ Vol(V) definen una n-forma ω en V por
{\displaystyle \omega (v_{1},\ldots ,v_{n})=o(v_{1},\ldots ,v_{n})\mu (v_{1},\ldots ,v_{n}).}
En términos de espacios de productos tensoriales,
{\displaystyle \operatorname {Or} (V)\otimes \operatorname {Vol} (V)=\bigwedge ^{n}V^{*},\quad \operatorname {Vol} (V)=\operatorname {Or} (V)\otimes \bigwedge ^{n}V^{*}.}

### Densidadessen un espacio vectorial
Las densidades s en V son funciones μ : V × ... × V → R tales que
{\displaystyle \mu (Av_{1},\ldots ,Av_{n})=\left|\det A\right|^{s}\mu (v_{1},\ldots ,v_{n}),\quad A\in \operatorname {GL} (V).}
Al igual que las densidades, las densidades s forman un espacio vectorial unidimensional Vols(V), y cualquier forma n ω en V  define una densidad s |ω|s en V por
{\displaystyle |\omega |^{s}(v_{1},\ldots ,v_{n}):=|\omega (v_{1},\ldots ,v_{n})|^{s}.}
El producto de las densidades s1- y s2 μ1 y μ2 forman una (s1+s2)-densidad μ por
{\displaystyle \mu (v_{1},\ldots ,v_{n}):=\mu _{1}(v_{1},\ldots ,v_{n})\mu _{2}(v_{1},\ldots ,v_{n}).}
En términos de espacios de productos tensoriales este hecho se puede expresar como
{\displaystyle \operatorname {Vol} ^{s_{1}}(V)\otimes \operatorname {Vol} ^{s_{2}}(V)=\operatorname {Vol} ^{s_{1}+s_{2}}(V).}

## Definición
Formalmente, el haz de densidad s Vols(M) de una variedad diferenciable M se obtiene mediante la construcción de un fibrado asociado, entrelazando la representación de grupo unidimensional
{\displaystyle \rho (A)=\left|\det A\right|^{-s},\quad A\in \operatorname {GL} (n)}
del grupo lineal general con el haz de sistemas de referencia de M.
El haz de líneas resultante se conoce como haz de densidades s y se denota por
{\displaystyle \left|\Lambda \right|_{M}^{s}=\left|\Lambda \right|^{s}(TM).}
Una 1-densidad también se conoce simplemente como densidad.
De manera más general, la construcción del haz asociado también permite obtener densidades a partir de cualquier fibrado vectorial E en M.
En detalle, si (Uα,φα) es un atlas de variedades topológicas en M, entonces hay asociado un fibrado de {\displaystyle \left|\Lambda \right|_{M}^{s}}
{\displaystyle t_{\alpha }:\left|\Lambda \right|_{M}^{s}|_{U_{\alpha }}\to \phi _{\alpha }(U_{\alpha })\times \mathbb {R} }
subordinado al recubrimiento abierto Uα de modo que el cociclo GL(1) asociado satisfaga
{\displaystyle t_{\alpha \beta }=\left|\det(d\phi _{\alpha }\circ d\phi _{\beta }^{-1})\right|^{-s}.}

## Integración
Las densidades juegan un papel importante en la teoría de la integración sobre variedades. De hecho, la definición de densidad está motivada por cómo cambia una medida dx bajo un cambio de coordenadas (Folland, 1999, Section 11.4, pp. 361-362).
Dada una 1-densidad ƒ apoyada en un grafo de coordenadas Uα, la integral está definida por
{\displaystyle \int _{U_{\alpha }}f=\int _{\phi _{\alpha }(U_{\alpha })}t_{\alpha }\circ f\circ \phi _{\alpha }^{-1}d\mu }
donde la última integral es con respecto a la medida de Lebesgue en Rn. La ley de transformación para 1-densidades junto con cambio jacobiano de variables garantiza la compatibilidad en las superposiciones de diferentes gráficos de coordenadas, por lo que la integral de una 1-densidad compactamente soportada general se puede definir mediante un argumento de partición de la unidad. Por lo tanto, las 1-densidades son una generalización de la noción de forma de volumen que no requiere necesariamente que la variedad esté orientada o que incluso sea orientable. De manera más general, se puede desarrollar una teoría general de medida de Radon como secciones distributivas de {\displaystyle |\Lambda |_{M}^{1}} utilizando el teorema de representación de Riesz-Markov-Kakutani.
El conjunto de 1/p-densidades tales que {\displaystyle |\phi |_{p}=\left(\int |\phi |^{p}\right)^{1/p}<\infty } es un espacio lineal normado cuya terminación {\displaystyle L^{p}(M)} se denomina espacio Lp intrínseco de M.

## Convenciones
En algunas áreas, particularmente en la geometría conforme, se aplica una ponderación diferente: el conjunto de s-densidades se asocia con el carácter
{\displaystyle \rho (A)=\left|\det A\right|^{-s/n}.}
Con esta convención, por ejemplo, se integran n-densidades (en lugar de 1-densidades). También en estas convenciones, una métrica conforme se identifica con una densidad tensorial de peso 2.

## Propiedades
- El haz de vectores duales de {\displaystyle |\Lambda |_{M}^{s}} es {\displaystyle |\Lambda |_{M}^{-s}}.
- Las densidades tensoriales son secciones del producto tensorial de un haz de densidad con un haz tensorial.